# Швідлер Мальвіна Зіновіївна
Мальвіна Зіновіївна Швідлер (19 серпня 1919, Одеса — 15 липня 2011, Київ, Україна) — українська акторка. Заслужена артистка УРСР (1972), Народна артистка України (1996). Лауреат премії «Київська пектораль» за визначний внесок у театральне мистецтво (1999). Член Національної спілки театральних діячів України.

## Біографія
В 1939 році закінчила Одеське театральне училище. Була актрисою Одеського театру мініатюр, в 1939–1941 роках — актрисою Львівської філармонії (з 1940 року працювала у Львівському джазі під керівництвом Генріха Варса), у 1941–1944 роках — акторка Ташкентського академічного російського драматичного театру імені М. Горького. З 1945 року — акторка Київського театру російської драми імені Лесі Українки.
Померла після тривалої хвороби. Похована в Києві на Байковому кладовищі (ділянка № 1).

## Фільмографія
Знялась у фільмах:
- «Третій удар» (1948, татарка);
- «Пригоди з піджаком Тарапуньки» (1955, швачка);
- «Гадюка» (1965, Сара Абрамівна);
- «Шлях до серця» (1970, лікар);
- «Де ви, лицарі?» (1971, мати);
- «Господарка» (1978).

## Нагороди та номінації
| Рік                | Категорія                                     | Робота         | Результат |
| ------------------ | --------------------------------------------- | -------------- | --------- |
| Київська пектораль |                                               |                |           |
| 1993               | Найкраще виконання жіночої ролі другого плану | Метеор         | Номінація |
| 1996               | Найкраще виконання жіночої ролі другого плану | Школа скандалу | Номінація |
| 1997               | Найкраще виконання жіночої ролі другого плану | Двері грюкають | Номінація |
| 1999               | Визначний внесок у театральне мистецтво       |                | Перемога  |